# روفين روبين
روفين روبن (بالعبرية: ראובן רובין‏) (13 نوفمبر 1893 – 13 أكتوبر 1974) رسام إسرائيلي روماني المولد، وأول سفير لإسرائيل في رومانيا.
حصل على جائزة اسرائيل في الرسم في عام 1973.

## حياته
ولد روبين زيليكوفيتشي (الاسم الأصلي لروفين روبين)  في غالاتس لعائلة يهودية رومانية فقيرة. وكان ترتيبه الثامن من بين 13 طفلاً.  وفي عام 1912، سافر إلى فلسطين الخاضعة للحكم العثماني لدراسة الفن في أكاديمية بتسلئيل للفنون والتصميم في القدس. لكن اختلف فكريا مع الآراء الفنية لمعلمي الأكاديمية، فغادرها إلى باريس، فرنسا،  في عام 1913 لمتابعة دراسته في المدرسة الوطنية للفنون الجميلة. وبعد اندلاع الحرب العالمية الأولى، عاد إلى رومانيا إلى مدينة فالتيسيني حيث أمضى سنوات الحرب.
وفي عام 1921، سافر روفين روبين إلى الولايات المتحدة مع صديقه وزميله الفنان آرثر كولنيك، الذي كان شريكا له في استوديو في مدينة تشيرناوتي. وفي مدينة نيويورك، التقى الاثنان بالفنان الأمريكي ألفريد ستيغليتز، الذي كان له دور فعال في تنظيم أول معرض أمريكي لهما ضمن معرض أندرسون. وبعد المعرض، في عام 1922، عاد كلاهما إلى أوروبا. وفي عام 1923، هاجر روبين إلى فلسطين تحت الانتداب البريطاني.
التقى روبن بزوجته إستر عام 1928 على متن سفينة ركاب متوجهة إلى فلسطين لدى عودته من عرض في مدينة نيويورك. وكانت فتاة من برونكس فازت برحلة إلى فلسطين في مسابقة «يهودا الشابة» Young Judea. 

## عمله الفني

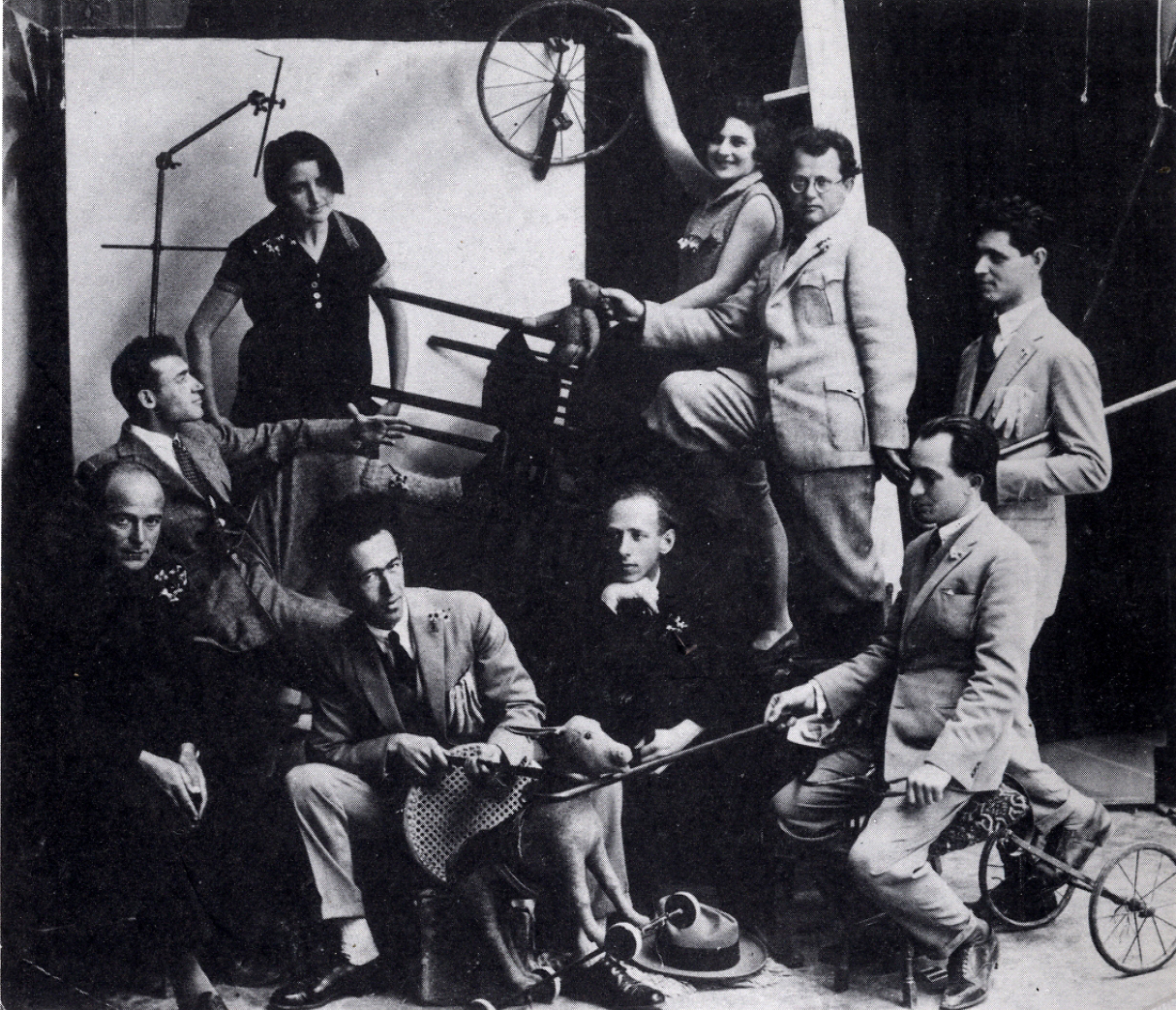
من اليسار إلى اليمين: يوسفف زاريتسكي، وأرييه لوبين، ويونا زيليوك، وروفين روبين، وسيونا تاغر، وبينحاس ليتفينوفسكي، وإسحاق كاتز، وباروخ أغاداتي؛ 1925

بدأ تاريخ الفن الإسرائيلي في فارقة في تاريخ الفن العالمي، في الوقت الذي تمرد فيه سيزان على تقاليد الماضي، وهو وقت تميز بظهور التغيرات الأسلوبية السريعة. وهكذا، لم يكن لبداية الفن القومي اليهودي تاريخ ثابت، ولا يوجد قانون يحكمه.
تمرد الرسامون الذين رسموا المناظر الطبيعية للبلاد في عشرينيات القرن الماضي ضد أكاديمية بتسلئيل. وسعوا إلى جلب الأساليب الحالية في أوروبا التي من شأنها أن تساعد في تصوير المناظر الطبيعية لبلدهم، بما يتماشى مع روح العصر. وتميزت لوحات روبين للمناظر الطبيعية بأسلوب حديث وبسيط ، يصور المناظر الطبيعية وسكان إسرائيل بطريقة حساسة.
في فلسطين، أصبح أحد روبين مؤسسي أسلوب «أرض إسرائيل الجديد». وكانت الموضوعات المتكررة في عمله هي المشاهد التوراتية والفولكلور العبري والناس، بما في ذلك اليمنيين واليهود الحسيديين والعرب. والعديد من لوحاته عبارة عن صور مشمسة للقدس والجليل. وربما تأثر روبين بلوحات هنري روسو الذي جمع أسلوبه بين التفاصيل الدقيقة الشرقية، وبين الفن البيزنطي الجديد الذي تعرف عليه روبين في موطنه رومانيا. وكان يوقع على لوحاته باسمه الأول بالعبرية ولقبه بأحرف رومانية.
في عام 1924، كان أول فنان يقيم معرضًا منفردًا في برج القعلة (برج داود) في القدس (وأقام معارض لاحقًا في تل أبيب في ثانوية هرتسليا العبرية). وفي ذلك العام انتخب رئيسًا لجمعية الرسامين والنحاتين في فلسطين. ومنذ الثلاثينيات فصاعدًا، صمم روبين الخلفيات المصورة لمسرح هبيما ومسرح أوهيل ومسارح أخرى.
نُشرت سيرته الذاتية عام 1969 بعنوان «حياتي - فني». وتوفي في تل أبيب في أكتوبر 1974، بعد أن أوصى بترك منزله الواقع في 14 شارع بياليك ومجموعة أساسية من لوحاته لمدينة تل أبيب. وافتتح متحف روبين في عام 1983. ومديرة وأمية المتحف هي زوجة ابنه كارميلا روبين.  ويتزايد حاليا البحث عن لوحات روبين. وفي مزاد سوذبيز في مدينة نيويورك عام 2007، كانت ست لوحات له من ضمن أهم عشر قطع معروضة للبيع. 

## عمله الدبلوماسي
في عام 1948، أصبح أول مبعوث دبلوماسي إسرائيلي رسمي إلى رومانيا. وشغل هذا المنصب حتى عام 1950.

## تعلميه الأكاديمي
- 1912 أكاديمية بتسلئيل للفنون والتصميم، القدس
- 1913-14 مدرسة الفنون الجميلة، باريس وأكاديمية كولاروسي، باريس

## جوائز وتكريمات
- 1926 حصل على جائزة اللورد بلامر
- 1945 حصل على الدكتوراه الفخرية في الآداب العبرية، المعهد اليهودي للدين، نيويورك
- 1964، تلقى روبين «جائزة فخرية» من جائزة ديزنغوف للرسم.[14]
- 1971 حصل على «فنان العام»، جامعة اليهودية، لوس أنجلوس

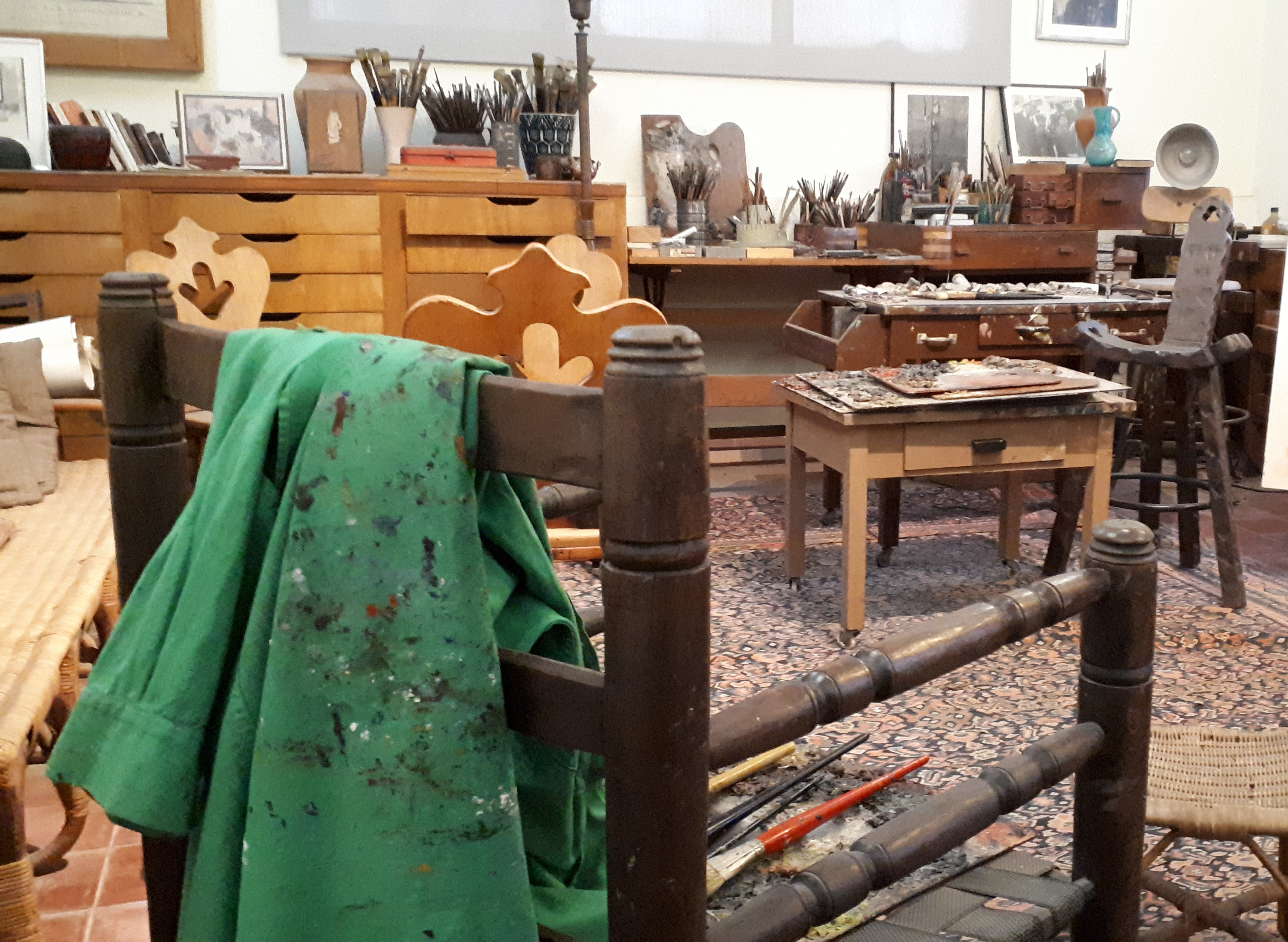
استوديو روفين روبين في تل أبيب

- 1973 نال جائزة اسرائيل في الرسم. [8]